# 時空偵探
《時空偵探》是於1998年10月1日至1999年6月24日在東京電視台播映的日本動畫，共39集，後由漫畫家改編為漫畫。

## 故事
主角建次與自己的父親原本生活在史前時代生活，後來遇到了補捉時空怪獸的邪惡女王一行人與時空怪獸艾艾，後與父親被邪惡女王變成化石流傳到25世紀的日本，被雙胞胎姊弟小柔與阿時發現，之後被時空王國的國王變回原形，奉時空管理局之命，抓回因為時空王國被攻擊而流落到各個時空的時空怪獸。

## 人物介紹
建次
聲優：雪路（日本）
原本是史前時代的原始人,因為被邪惡女王變成化石流傳到25世紀的日本,後被小柔和阿時挖掘出來，然後由大和博士變回原形。現住於大和0零件研究所裡面。健次擁有超強體力和純潔心,肚子餓就沒力氣,但吃飽後就會精神百倍。非常敬愛父親老爹，視時空怪獸為自己的朋友，職業是時空偵探,口頭禪是「石頭 石頭 變變變!」。
老爹
聲優：立木文彦（日本）
建次的父親，在復原時失敗變成了會說話的石板，擁有讓時空怪獸變成化石的能力，絕技是化石能源，常被用來攻擊邪惡女王一行人。
大和 柔（大和 柔（やまと そら））
聲優：水樹奈奈（日本）
綽號小柔，跟阿時是雙胞胎姊弟，時空偵探安東尼的愛慕對象，照片有很多在安東尼身上。
大和 時（大和 時（やまと ときお））
聲優：森田樹優（日本）
綽號阿時，跟小柔是雙胞胎姊弟，一直希望成為正式的時空偵探。
機器鳥阿布（プーちゃん）
聲優：西村千奈美（日本）
是隻高智慧的機器「母鳥」(某集阿布自己說的),牠的視線會出現在大和研究所的螢幕上,重要工作是在時空光束機前向博士呼叫救兵(偶爾會指定救兵),與發射「消除記憶」的光線。
大和博士
聲優：佐藤政道（日本）
阿時和小柔的叔叔，也是他們的養父，是個發明家，非常愛慕時空管理局的秘書小姐。
邪惡女王（TPレディ）
聲優：冬馬由美（日本）
建次一行人的死對頭，因為愛慕蒙面王子，所以願意幫他捕抓時空怪獸，手上有個P字印章，被蓋到的人都會乖乖聽話，口頭禪就是(代表邪惡象徵的邪惡印章,會讓你沒有疑慮的照我的話去做,額頭上閃耀著p字母),但常常被建次打的落花流水，偽裝成建次學校的老師，進行任務時會偽裝成採訪記者來接近歷史名人。
鰻魚
聲優：茶風林（日本）
邪惡女王的手下，原本是研究所的鰻魚，被邪惡女王救出後變成人形，對邪惡女王忠心耿耿，偽裝成建次學校的主任。
怪頭
聲優：上田祐司（日本）
邪惡女王的手下，原本是研究所的青蛙，被邪惡女王救出後變成人形，對邪惡女王忠心耿耿，偽裝成建次學校的校長。
安東尼／鳴神京一郎
聲優：山口勝平（日本）
吸血鬼一族的後裔，跟建次一樣是時空偵探，自稱梅洛克·福爾摩斯，喜歡小柔，身邊跟著的時空怪獸是阿夢。
時空國王（トキG）
聲優：鈴木勝美（日本）
時空王國的國王，因為王國遭到攻擊而讓時空怪獸流到各個時空，所以以時空管理局局長的身分，要建次帶回所有時空怪獸回時空王國。
時空管理局秘書／神宮寺玲
聲優：中島麻實（日本）
本名神宮寺玲。專門交代任務給時空偵探的小姐，大和博士總得不到他的芳心。
蒙面王子
聲優：森川智之（日本）
帶者面具的怪人，真實身分是黃泉之國的國王，因為受不了寂寞而命邪惡女王抓時空怪獸，後被建次感化。

## 時空怪獸
在時空王國工作的特殊生物，因時空王國爆炸而流落各時空，除艾艾外
，其他的時空怪獸都有邪惡化或超級化，每一隻都喜歡健次。
- 艾艾(01)(此編號為出現順序,依此類推)

動畫中出現的第一隻時空怪獸，跟著建次父子一起變成化石流到25世紀，是唯一沒有被邪惡化或超級化時空怪獸，擁有的從頭頂發射「愛心光束」的力量,可以暫時消掉人的恨意。
- 甜甜蜜蜜(02)

聲優：寶福美奈子（日本）
出現於動畫第二集,是時空偵探健次第一次被委託的任務。甜甜蜜蜜流落於日本的邪馬台國,有著使人與他一同手舞足蹈的力量,亦是操控人類跳舞的能力。
- 黃金龍(03)

出現於動畫第三集。黃金龍流落於16世紀的南美洲亞馬遜河流域,牠擁有將所有東西變成黃金的力量,還有發出金光閃閃的光線讓對手的眼睛感到暈眩的力量。
- 帝奴(04)

出現於動畫第四集(傢俱屋公主在等你)。帝奴流落於平安時代(794年平安時代主要道路之一的朱大雀路)
,個性十分膽小,有著可以進入故事情節的能力。個性膽小的牠第一次當救兵的時候竟然無法超級變身,但在健次的鼓勵後,也在後面的動畫中超級變身為超級帝奴。
- 魔斯比(05)

聲優：山口勝平（日本）
出現於動畫第五集。魔斯比流落於1812年的俄羅斯(拿破崙的軍隊因戰勝不了寒冷,所以打消遠征俄羅斯的念頭,準備回法國去的時期。) 牠能操縱冰雪(由鼻子噴出),並將有把所有事物變成冰塊的力量。屬性是冰,與是賈霸的弟弟。
- 可可龍(06)

出現於動畫第六集。可可龍流落於1492年的北大西洋(哥倫布發現美國新大陸那年),牠很喜歡海洋,且具有操控自然界的海浪、風和雨的能力。
和哥倫布的相遇是在哥倫布是名小水手時,因為颶風吹翻了船,在快溺斃時遇見在海上飄浮的可可龍,可可龍手握圈圈和叉叉的牌子,指引懦弱容易受迷惑的哥倫布方向,是哥倫布的得意助手,所以哥倫布毫不猶豫的決定去冒險。最後哥倫布因為同情可可龍被他依賴的處境,而允許讓健次帶回到25世紀。
- 達連卡(07)

出現於動畫第七集。達連卡流落於1582年的安土城附近,牠手上的兩支紅色火槍可以射出泡泡讓人困在裡面。
- 絲菲(08)

出現於動畫第八集。絲菲流落於古代的埃及,牠是愛出謎題的有名人物(由頭上的蛇頭發問問題),被答對問題的時候蛇頭會伸長,而被答錯除了蛇頭會變短而且也會非常的沮喪。
- 何魯魯(09)

出現於動畫第九集。何魯魯流落於十九世紀中期的法國巴黎,牠是一隻很喜歡藝術的時空怪獸,特別喜歡畫圖,而且還擁有將喜歡的圖畫變成實體的能力。
何魯魯與藝術家羅丹（聲：石川寬美）相遇。因為何魯魯的解圍與羅丹變成了好朋友。而何魯魯是唯一一隻哭著捨不得被帶回25世紀的時空怪獸。
- 若克司(11)

出現於動畫第十一集。若克司流落於二十世紀的美國,它具有操控球類的能力,缺點就是對自己做的事無信心,同有名喬治哈曼魯斯（聲：熊井統子）在一起,有全壘打王之稱,
- 阿夢(12)

聲優：わくさわりか（日本）
出現於動畫第十二集。阿夢流落於中世紀的羅馬尼亞,牠是智商最高的時空怪獸，也是唯一能跟人類溝通的時空怪獸，因為得古拉的城堡爆炸而飛出去，被安東尼救，所以一直跟著安東尼，當安東尼跟小柔示愛時會吃醋。具有藉由親吻奪走生命體生命力，並將生命力賦予無生物的能力。變身成為超級阿夢擁有相當獨特的妖精姿態，擁有如人類般的身形與外貌，能快速治療他人，並且能自己穿越時空。
- 老莫(13)

出現於動畫第十三集。老莫流落於十七世紀的法國,牠有將任何東西變成玩具的能力,同瑪利亞（聲：吉田小南美）在一起
- 赤軍團(15)

聲優：わくさわりか（粉紅色）（日本）
出現於動畫第十五集。赤軍團流落於1997年的東京,由紅色,黃色,藍色,粉紅色,四種顏色組成的赤軍團,牠們是懲治邪惡,維護正義的時空怪獸
- 蒙娜麗莎(16)

出現於動畫第十六集。蒙娜麗莎流落於十六世紀的義大利,牠摸過任何東西都會變成圖畫的能力,與何魯魯的能力相反
- 文克(17)

出現於動畫第十七集。文克流落於1881年美國的利奇蒙特的小鎮,牠能夠讓任何東西長出一雙翅膀,具有飛行的能力,同萊得兄弟歐比爾（聲：大谷育江）和魯班在一起,
- 摩愛華(19)

出現於動畫第十九集。摩愛華流落於古代的南太平洋之復活島的小島,牠生氣起來很可怕,小朋友稱為大魔神,能夠變出巨大的石像和引致火山爆發
- 元力奇(20)

出現於動畫第二十集。元力奇流落於江戶時代,牠是一隻喜歡機器的時空怪獸，同江戶時代技師平賀源內在一起（聲：鈴木琢磨）,擁有將自己變成能量來源,而讓機器發動的能力
- 馬思魯 (21)

出現於動畫第二十一集。馬思魯流落於紀元前四世紀的希臘奧林匹克,牠是一隻喜歡運動的時空怪獸,還有給人力量的能力
- 尤尼達(23)

聲優：嘉數由美（日本）
出現於動畫第二十三集。尤尼達是喜歡自由和孤獨的時空怪獸,擁有自由穿梭時空隧道的能力
- 萊耳特(24)

聲優：中島麻實（日本）
出現於動畫第二十四集。萊耳特流落於小時候的邪惡女王身邊,牠發出的光線能夠把人或其他東西收藏於牠的背面
- 利比(25)

出現於動畫第二十五集。利比流落於六世紀的英國,牠是擁有操控花草的能力,利比的出現是因為有一群人破壞花草,欺負膽小的亞瑟王（聲：佐藤智惠）,其實亞瑟王是傳說中真正的騎士,能夠把傳說中的劍拔出來
- 莫藏(26)

出現於動畫第二十六集。莫藏流落於日本京都,牠是喜歡引起騷動的武士弁慶（聲：江川央生）,原始小子為了將時空怪獸莫藏帶回來,卻與莫藏展開了一場對決
- 酷司(27)

出現於動畫第二十七集。酷司流落於1833年法國的巴黎,牠是不管任何人都可以令人沈沈入睡,和有名的童話作家安格爾（聲：難波圭一）在一起
- 紐茲(28)

出現於動畫第二十八集。紐茲流落於十八世紀的維也納,牠是一隻喜歡音樂的時空怪獸,同有名的音樂家貝多芬（聲：真殿光昭）在一起
- 馬尼(29)

出現於動畫第二十九集。馬尼流落於江戶時代的大阪,牠是一隻能夠製造金錢的時空怪獸,有一個名為紀伊國屋文佐衛門（聲：小野坂昌也）的善心人比章魚燒分給馬尼食,令到有發財的機會
- 木休(30)

聲優：山口勝平（日本）
出現於動畫第三十集。木休流落於1830年代的法國,牠是一隻擁有將任何東西都變成昆蟲的時空怪獸,還跟很喜歡昆蟲的華布魯（聲：森久保祥太郎）在一起
- 賈霸(31)

出現於動畫第三十一集。賈霸流落於中國的絲綢之路,牠是一隻擁有呼風換雨的時空怪獸,是魔斯比的哥哥,同馬耳可.保羅（聲：熊井統子）是好朋友
- 奈格爾(33)

出現於動畫第三十三集。奈格爾流落於一九七二年的香港,牠是一隻懂耍拳法的時空怪獸,是李小龍的朋友,被李小龍稱為『功夫師父』
- 多隆(34)

出現於動畫第三十四集。多隆流落於一八八零年的美國紐澤西的麥隆公園,牠是一隻制造恐怖面孔的時空怪獸,同湯瑪士愛迪生（聲：掛川裕彥）是朋友
- 卡克人(35)

出現於動畫第三十五集。卡克人流落於江戶時代初期的九州,牠是一隻擁有分身能力的時空怪獸,和宮本武藏（聲：森川智之）是朋友
- 可麥特(36)

聲優：中島麻實（日本）
出現於動畫第三十六集。可麥特出現於原始小子去黃泉之國利用的時空隧道的時空怪獸,牠發出的流星會令人的情緒由傷心變為開心

## 黃泉之國四大天王的時空怪獸
在黃泉之國的特殊生物,是蒙面王子制造的時空怪獸
尼爾佳（聲：高木涉）
出現於動畫第二十七集。尼爾佳是一個與原始小子的一群人戰鬥的時空怪獸
鐵司達司（聲：鈴木琢磨）
出現於動畫第三十一集的開始。牠具有操控意識的能力,本來是邪惡女王手上的P字印鑑,任何時空怪獸若受到牠的攻擊,都會給牠控制住
奈司卡兒（聲：菅原祥子）
出現於動畫第三十六集。奈司卡兒出現於原始小子解救邪惡女王去黃泉之國的敵人,牠具有瞬間轉移的能力
格拉（聲：岩田光央）
出現於動畫第三十七集。格拉是一隻玩遊戲的時空怪獸,牠利用電視遊戲機的模式跟原始小子玩遊戲,發出香菇攻擊如果食掉會令人大笑和哭泣,麻痺

## 歌曲
OP: パワーなきもち  作詞：田中遊梦／作曲：田中遊梦／編曲：田中遊梦／ 歌：朝倉ゆかり
- ED1: もしも...      作詞：室生あゆみ／作曲：長谷川智樹／編曲：長谷川智樹／ 歌：飯塚雅弓
- ED2: きらきら       作詞:森浩美／作曲:松原みき／編曲:長岡成貢／歌：水野愛日
- ED3: 僕のシルシ     作詞:大城光恵／作曲:中川顕一／編曲:河越重義／歌：中川顕一
- 最終回ED: 時空の彼方へ     作詞:増田俊郎／作曲:増田俊郎／編曲:園田英樹、室生あゆみ／歌：雪路、水樹奈奈、立木文彥、森田樹優、西村千奈美

## 每回標題
| 集數 | 標題                           | 翻譯                   | 首播日期      |
| ---- | ------------------------------ | ---------------------- | ------------- |
| 1    | イシイシウッホー!              | 石頭石頭變變變！       | 1998年10月1日 |
| 2    |                                | 在邪馬台國找夫婿       | 10月8日       |
| 3    |                                | 黃金都市鏗鏘閃亮       | 10月15日      |
| 4    | かぐや姫がまっテイルン?        | 輝夜姬是真神獸         | 10月22日      |
| 5    | ひえひえモスビー               | 寒冷的莫斯比           | 10月29日      |
| 6    | 新大陸はココロン               | 新大陸是椰子龍         | 11月5日       |
| 7    | タネガンで天下取り             | 用種子槍取得天下       | 11月12日      |
| 8    | スフィンのなぞなぞ?            | 史芬克斯的難題         | 11月19日      |
| 9    | らくがきホルルン               | 愛塗鴉的霍魯魯         | 11月26日      |
| 10   | ラブラブラプソディー           | 熱戀狂想曲             | 12月3日       |
| 11   | 燃えろ!ネッケツ                | 燃燒吧！熱血           | 12月10日      |
| 12   | アンモンってナニモン?          | 安蒙是哪號人物？       | 12月17日      |
| 13   | オモチャンノクリスマス         | 老莫的聖誕節           | 12月24日      |
| 14   | 訪問レディはTPレディ?          | 採訪女是邪惡女王？     | 12月28日      |
| 15   | ヒーローはレッドマン           | 英雄是紅超人           | 1999年1月7日  |
| 16   | モナリスのほほえみ             | 蒙娜麗莎的微笑         | 1月14日       |
| 17   | とべ!とべ!ウイング             | 飛吧飛吧人造翅膀       | 1月21日       |
| 18   | スーパー美女・アンモン         | 絕世美女安蒙           | 1月28日       |
| 19   | 大魔神モアイワ                 | 大魔神毛伊             | 2月4日        |
| 20   | エレキンのスーパーロボット対決 | 艾略金的超級機器人對決 | 2月11日       |
| 21   | オリンピックに出マスルン?      | 在奧林匹克運動會出席？ | 2月18日       |
| 22   | 激突!ゲンシVSオトタン          | 衝突！源次VS老爹       | 2月25日       |
| 23   |                                | 時空王國的獨角獸       | 3月4日        |
| 24   | TPレディのバッド変化?          | 邪惡女王的壞壞變化     | 3月11日       |
| 25   | リーフィーの魔法の森           | 莉菲的魔法森林         | 3月18日       |
| 26   | うばわれたオトタン             | 被奪走的老爹           | 3月25日       |
| 27   | アンデルセンのグースー物語?    | 安徒生的醜小鴨         | 4月1日        |
| 28   | 運命のミュージー               | 命運女神謬思           | 4月8日        |
| 29   | コゼニーでもうかりまっか?      | 要賺一些小錢嗎？       | 4月15日       |
| 30   | むしむしムッシュ               | 喜愛蟲蟲的木修         | 4月22日       |
| 31   | 嵐を呼ぶジャバ!                | 呼風喚雨的爪哇島       | 4月29日       |
| 32   | 京一郎のバッド変化!            | 京一郎的壞壞變化       | 5月6日        |
| 33   | 燃えよナックル怒りの鉄拳       | 燃燒吧納克爾的憤怒鐵拳 | 5月13日       |
| 34   | ドロンと発明王                 | 多隆與發明王           | 5月20日       |
| 35   | 武蔵対カゲニン                 | 武藏對影忍者           | 5月27日       |
| 36   |                                | 黃泉之國的納斯卡       | 6月3日        |
| 37   | ゲームマスター・ゲラ           | 電玩達人給拉           | 6月10日       |
| 38   |                                | 時空王國大決戰         | 6月17日       |
| 39   | 時空(じくう)の彼方へ           | 往時空的另一方         | 6月24日       |